# Gackenbach

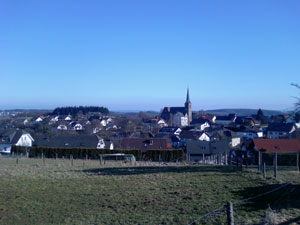
Hình ảnh

Gackenbach là một đô thị thuộc một ‘‘Verbandsgemeinde’’ - ở huyện Westerwald trong bang Rheinland-Pfalz, Đức. Đô thị Gackenbach có diện tích 4,75 km². Đôt thị này thuộc Verbandsgemeinde Montabaur, một dạng đô thị tập thể chỉ có ở bang Rheinland-Pfalz.